# Robotic Governance
Dieser Artikel befindet sich derzeit in der Qualitätssicherung im WikiProjekt Elektrotechnik des Portal Elektrotechnik. Wenn du dich mit dem Thema auskennst, bist du herzlich eingeladen, dich an der Prüfung und möglichen Verbesserung des Artikels zu beteiligen. Der Meinungsaustausch dazu ist in der Diskussion (Artikel „Robotic Governance“ eintragen) zu finden.
Robotic Governance (deutsch: Grundsätze der Robotik) bezeichnet den Ordnungsrahmen für die verantwortungsvolle Forschung, Entwicklung, die Implementierung, sowie den Umgang mit zunehmend intelligenteren und autonom handelnden Maschinen.
Ähnlich den Ideen der Corporate Governance, Technology Governance oder IT-Governance, die den Ordnungsrahmen für die Führung von Unternehmen oder die Ausrichtung einer globalen IT-Infrastruktur beschreiben, sucht Robotic Governance die Auswirkung von Robotik, Automatisierungstechnologie und künstlicher Intelligenz auf die Gesellschaft in holistischer, globaler Betrachtung zu beschreiben, abzuwägen und Handlungsempfehlungen in Form eines Robot Manifesto auszusprechen. Dieses Vorhaben wird der gemeinnützigen, international agierenden Stiftung Robotic Governance Foundation verfolgt.
Robotic Governance verfolgt dabei einen diskursethischen Ansatz: Vertreter aller involvierten Interessensgruppen, u. a. Forschung, Gesellschaft, Religion, Politik, Industrie, Gewerkschaften, … werden einbezogen um gemeinsam einen Konsens zu erreichen. Dieser wird dann in Form von Regeln, dem sog. Robot Manifesto, veröffentlicht und bildet das Rahmenwerk für eine Selbstregulierung mit der Forschung, Entwicklung und Vermarktung von autonomen, K.I.-gestützten, automatisierten Systemen geregelt werden kann.
Ähnlich wie bei der Kinderarbeit und der nachhaltigen Fertigung von IT-Geräten basiert Selbstregulierung in dieser Form auf der Steigerung der Opportunitätskosten. Je mehr ein Thema in der öffentlichen Wahrnehmung präsent ist und je stärker die breite Öffentlichkeit auf einen verantwortungsvollen Umgang z. B. mit einer Technologie drängt, umso teurer wird es für ein Unternehmen, einen Missstand durch Marketingmaßnahmen zu kaschieren. Ab einem gewissen Zeitpunkt ist es rentabler für eine Firma oder ein Institut in nachhaltige Technologie zu investieren, da die Aufwände dafür niedriger werden als die Kompensation durch andere Maßnahmen.

## Geschichte
Der Gedanke der Regulierung ethischen Normenbildung für intelligente Maschinen hat seine Wurzeln in der abstrakten Beschäftigung mit den Verhaltensnormen intelligenter Maschinen in der Science-Fiction Literatur. Noch älter ist die Auseinandersetzung mit der Ethik von, vom Menschen geschaffenen, intelligenten Wesen. Erste überlieferte Referenzen finden sich zum Beispiel bei Ovids Metamorphosen (um Christi Geburt) in der Erzählung Pygmalion, der jüdischen Golem-Mystik (12. Jh.) und der spätmittelalterlichen Idee des Homunkulus (lat. ‚Menschlein‘), die der Alchemie entspringt.
Im Kern setzen diese literarischen Werke mit der philosophischen Frage auseinander, was passiert wenn sich der Mensch anmaßt, gottähnlich eigenständig handelnde und ggf. mit Bewusstsein ausgestattete Wesen, Automaten, Roboter oder Androiden zu erschaffen. Während die älteren Werke vorrangig die Gefahr der Anmaßung des Schöpfungsaktes durch den Menschen moralisieren, hat Isaac Asimov mit seinen Robotergesetzen (englisch Three Laws of Robotics) erstmals die Notwendigkeit der Einschränkung und Normierung der Handlungsfreiheit dieser (damals fiktiven) Maschinen im Ansatz erkannt und formuliert.
Spätestens 1995 mit dem Einsatz von mit Luft-Boden-Raketen bewaffneten Drohnen wie der General Atomics MQ-1 zur gezielten Bekämpfung von Bodenzielen und den daraus resultierenden zivilen Kollateralschäden ist die Diskussion um die Notwendigkeit der internationalen Regulierung von ferngelenkten, programmierten oder selbsthandelnden Maschinen in die öffentliche Wahrnehmung gerückt. Mittlerweile betrifft diese Diskussion den gesamten Themenkomplex der programmierbaren, intelligenten und/oder autonomen Maschinen, Drohnen und Automatisierungstechnik in Kombination mit Big-Data und künstlicher Intelligenz. In jüngster Vergangenheit haben prominente Technologie- und Wissenschaftsvisionäre wie Stephen Hawking, Elon Musk und Bill Gates das Thema zum Gegenstand öffentlicher Debatten gemacht und in das allgemeine Bewusstsein gerückt. Mit der zunehmenden Verbreitung kleiner, preiswerter Systeme bei gewerblichen wie staatlichen Betreibern und bei Privatpersonen gewinnt das Thema der Regulierung von Robotik in allen gesellschaftlichen Dimensionen ein völlig neues Gewicht.

## Einordnung des Ansatzes in die Wirtschafts- und Unternehmensethik
Die Idee, einer auf ethischen Grundlagen basierenden Beilegung von Konfliktsituationen zwischen Unternehmen und Stakeholdern lässt sich aus der deutschen Wirtschafts- und Unternehmensethik, die vor allem von Horst Steinmann, Peter Ulrich und Karl Homann geprägt wurde, sowie dem Konzept der Corporate Social Responsibility (CSR) ableiten. Die Wirtschaftsethik befasst sich vor allem mit der Frage nach gerechtem Wirtschaften und der Anwendung moralischer Maßstäbe sowie mit den moralischen Konsequenzen wirtschaftlicher Handlungen. Die Unternehmensethik befasst sich mit den Handlungen wirtschaftlicher Organisationen. Die Diskursethik basiert darauf, dass es in der Wirtschaftspraxis immer wieder zu Interessenkonflikten kommen kann, die durch einen friedlichen Diskurs beigelegt werden sollten. Die Auseinandersetzung mit Situationen, wo Moral und Wettbewerb in einem Widerspruch zueinander stehen, ist auch im Bereich der Roboterethik von hoher Bedeutung.
Im Sinne der Diskursethik besteht eine Notwendigkeit von begründeten materialen und prozessualen Normen. Materiale Normen können beispielsweise in Form von Verhaltenskodizes umgesetzt werden. Eine Ethikkommission wäre wiederum ein Beispiel für die Umsetzung prozessualer Normen. Diese Einschränkung sollte in erster Instanz im Rahmen einer Selbstverpflichtung stattfinden. Wenn eine Konfliktlösung auch dann nicht realisierbar ist, wird ein Eingreifen von Verbänden oder der Politik notwendig. Die Vorteile dieser Vorgehensweise liegen auf der Hand. Die betroffenen Stakeholder verfügen einerseits über eine besonders hohe Sachkompetenz die Problematik betreffend, andererseits kann man in der Praxis erkennen, dass die Gesetzgebung immer wieder an ihre Grenzen stößt. In der Unternehmenspraxis ist es oft schwer, Individuen zur Verantwortung zu ziehen und eine Kontrolle sowie Sanktionen sind aufwendig. Auch ist die Gesetzgebung eher träge und somit dem schneller voranschreitenden technischen Fortschritt und den vielen potentiellen Einzelkonflikten, die im Bereich von Robotik, Automatisierung und künstlicher Intelligenz auftreten können ggf. nicht immer gewachsen. Im Rahmen einer Selbstregulierung kann zudem schneller auf neu auftretende Probleme und Fragestellungen, beispielsweise aufgrund einer neu entwickelten Technologie, eingegangen werden.
Die Übernahme von Verantwortung für ein nachhaltiges Wirtschaften auf der Ebene von Unternehmen oder Individuen, in Form von CSR und Corporate Citizenship (CC) hat in den letzten Jahren immer mehr an Bedeutung gewonnen. Im Sinne der Generationengerechtigkeit und der Sicherung der Lebensqualität künftiger Generationen, engagieren sich viele Organisationen im sozialen und ökologischen Bereich. Unmoralisches Verhalten von Organisationen kann in Zeiten des Internets noch schneller an die Öffentlichkeit gelangen und einen Imageschaden verursachen. Zudem lässt sich eine Verunsicherung der Gesellschaft, die sich auch in der Science Fiction Literatur und Hollywood Blockbustern widerspiegelt, erkennen. Deshalb wird auch im Bereich der Roboterethik die Diskussion um einen verantwortungsvollen Umgang mit Technologien immer relevanter.
Robotic Governance schließt hier die Lücke, indem es durch einen Diskurs aller beteiligten Interessensgruppen Lösungen für Fragen erarbeitet, die im Zuge der neuen Entwicklungen wie auch der Verwendung bestehender Technologien entstehen können. Die Handlungsempfehlungen, die aufgrund dieser Anstrengungen entstehen, bieten Unternehmen die Möglichkeit, ihrer moralischen Verantwortung nachzukommen. Gleiches gilt auch für andere Organisationen und Interessensgruppen, beispielsweise aus der Forschung und Entwicklung. Die Robotic Governance Foundation schlägt dazu vor, generelle Strukturkonflikte in auf wirtschaftsethischer Ebene in einer im Stakeholderdialog erarbeiteten Rahmenordnung, dem sogenannten „Robot Manifesto“, zu regulieren. Zudem müssen die Interessensgruppen durch Information befähigt werden, situationsspezifische Konflikte im Einzelfall selbst lösen zu können.

## Wissenschaftliche Betrachtung und Rezeption
Die erste wissenschaftliche Erwähnung des Begriffs Robotic Governance findet sich in einem Promotionsvorhaben (Eintragung in der Promotionsliste anfangs am Munich Center of Technology of Society - MCTS, dann TUM School of Education) an der Technischen Universität München betreut durch Klaus Mainzer. Seitdem war und ist das Thema Gegenstand etlicher wissenschaftlicher Workshops, Symposien und Konferenzen. Darunter u. a. das Symposium Sensor Technologies & the Human Experience 2015, das Robotic Governance Panel der We Robots 2015 Konferenz, eine Keynote der 10th IEEE International Conference on Self-Adaptive and Self-Organizing Systems (SASO), ein Full Day Workshop on Autonomous Technologies and their Societal Impact as part of the 2016 IEEE International Conference on Prognostics and Health Management (PHM’16), eine Keynote der 2016 IEEE International Conference on Cloud and Autonomic Computing (ICCAC), der FAS*W 2016: IEEE 1st International Workshops on Foundations and Applications of Self* Systems, der 2016 IEEE International Conference on Emerging Technologies and Innovative Business Practices for the Transformation of Societies (IEEE EmergiTech 2016) und der IEEE Global Humanitarian Technology Conference (GHTC 2016).
Seit 2015 widmet die IEEE im Rahmen der IEEE/RSJ International Conference on Intelligent Robots and Systems (IEEE IROS) dem Thema sogar ein eigenes Forum: Das erste und zweite „Annual IEEE IROS Futurist Forum“ brachte 2015 und 2016 weltweit anerkannte Experten aus verschiedene Fachrichtungen zusammen um über das Thema Zukunft der Robotik und die Notwendigkeit einer Regulierung zu diskutieren. 2016 wurde das Thema auch in einer eigenen Plenary Keynote Präsentation auf der IEEE/RSJ International Conference on Intelligent Robots and Systems (IROS 2016) in Daejeon, Südkorea, behandelt.
Die Website der Robotic Governance Foundation verwaltet eine Sammlung an bzw. verlinkt auf Videostatements und Interviews mit international anerkannten Experten aus Forschung, Wirtschaft und Politik, die sich zu den Themen Robotic Governance, verantwortungsvollen Umgang mit Robotik, Automatisierung und Künstlicher Intelligenz sowie Selbstregulierung für die Welt der Robotic Natives äußern. So unterstrich unter anderem Max Levchin, Mitgründer und ehemaliger CTO von PayPal, in der Fragerunde seiner Keynote auf dem South by Southwest (SXSW) Festival 2016 in Austin die Notwendigkeit von Robotic Governance und verweist auf Äußerungen seines Freundes und Kollegen Elon Musk zu dem Thema. Gerd Hirzinger, früher Leiter des Instituts für Robotik und Mechatronik des Deutschen Zentrums für Luft- und Raumfahrt, zeigte in seiner Keynote auf dem ersten IROS Futurist Forum 2015 die Möglichkeit auf, dass Maschinen eines Tages so intelligent sein könnten, dass spezielle Handlungsweisen gezielt unterbunden werden müssten. Oussama Khatib, Director des Stanford Robotics Labs, warb auf dem gleichen Podium dafür, intelligente, autonome Maschinen so zu bauen, dass die Akzeptanz der Nutzer im Vordergrund stünde. Bernd Liepert, Präsident der euRobotics aisbl – der wichtigsten europäischen Vereinigung von Roboterforschern und -industrie, plädierte in seiner Plenary Keynote auf der IEEE IROS 2015 in Hamburg dafür, Robotic Governance weltweit zu etablieren und wünschte sich eine europäische Vorreiterrolle in dieser Debatte. Hiroshi Ishiguro, der Erfinder des Geminoid (eines menschenähnlichen Androiden) und Leiter des Intelligent Robotics Laboratory der Universität Ōsaka, zeigte im Rahmen der RoboBusiness Konferenz 2016 in Odense auf, dass sich der technologische Fortschritt nicht aufhalten lasse. Es sei daher umso nötiger, Verantwortung zu übernehmen und über Regulierung nachzudenken. Auf der gleichen Konferenz betonte Henrik I. Christensen, Autor der U.S. Robotics Roadmap des Weißen Hauses, die Tragweite von ethisch-moralischer Betrachtung der Robotik und dass Robotic Governance geeignet sei diesen Ordnungsrahmen zu schaffen.